# Acontia philomela
Acontia philomela är en fjärilsart som beskrevs av Druce 1889. Acontia philomela ingår i släktet Acontia och familjen nattflyn. Inga underarter finns listade i Catalogue of Life.